# La Pairelle

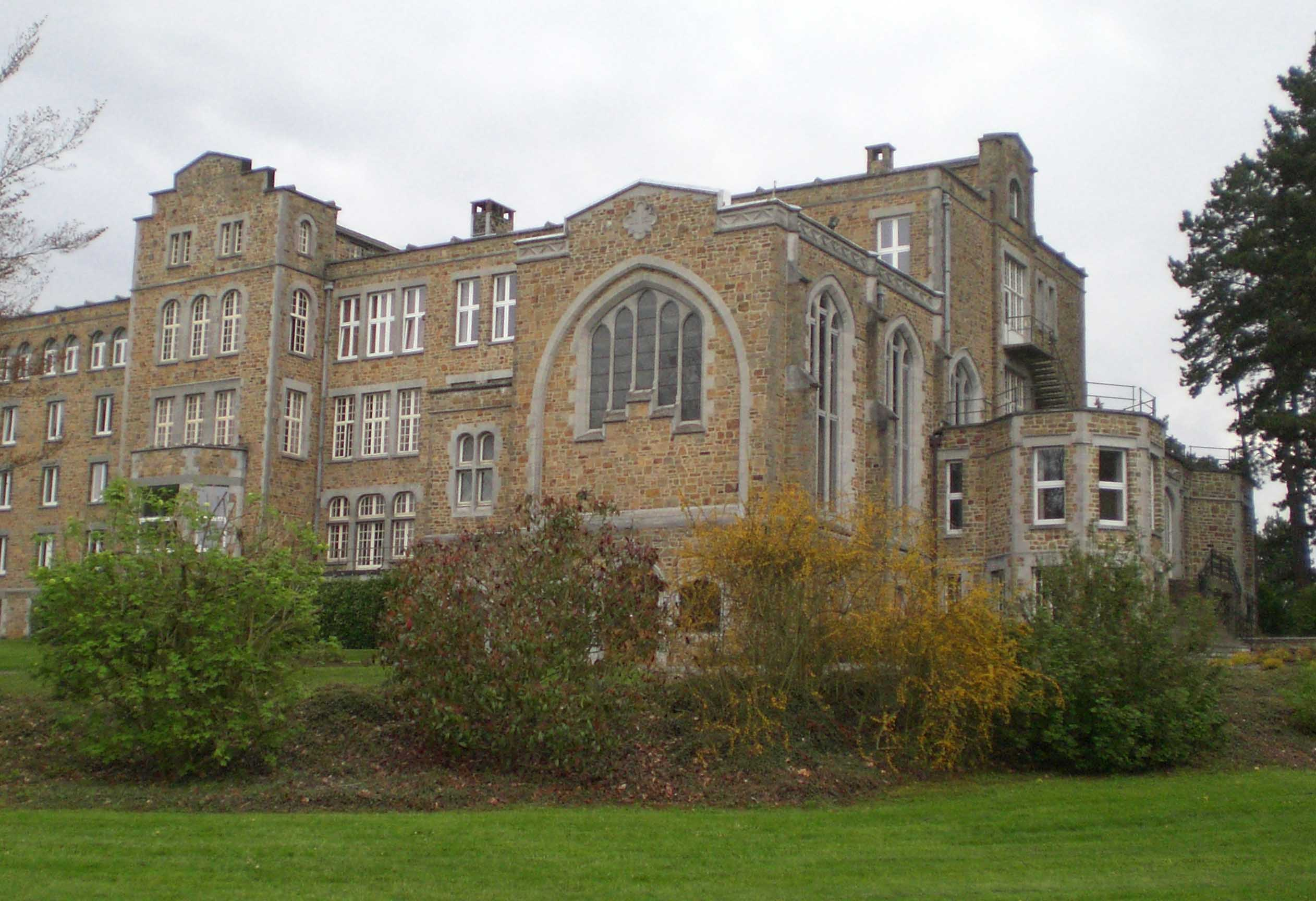
Exerzitienhaus La Pairelle, Hauptgebäude

La Pairelle – eigentlich Centre Spirituel Ignatien La Pairelle – ist ein Tagungs- und Exerzitienhaus in Wépion, wenige Kilometer entfernt von Namur (Belgien). Es wurde 1971 gegründet und steht unter der Trägerschaft des Jesuitenordens. 
Der Gesamtkomplex umfasst mehrere Gebäude und eine 17 Hektar große Park- und Waldfläche. Er wurde Anfang der 1930er Jahre auf einer Anhöhe oberhalb der Maas angelegt und diente zunächst der Gesellschaft Jesu als Ausbildungshaus. Nach baulichen Veränderungen wurde er 1971 als Exerzitienhaus neueröffnet.
Das Zentrum verfügt über 70 Gästezimmer, mehrere Speisesäle und eine Großküche im Hauptgebäude. Drei unterschiedlich große Kapellen dienen zu liturgischen Feiern und zum persönlichen Gebet. Im Hauptgebäude ist auch eine Jesuiten-Kommunität untergebracht, die (2012) 13 Mitglieder umfasst. Das Zentrum bietet durch das gesamte Jahr hindurch Ignatianische Exerzitien, Einkehrtage und Weiterbildungen an.